# Władimir Szumiejko

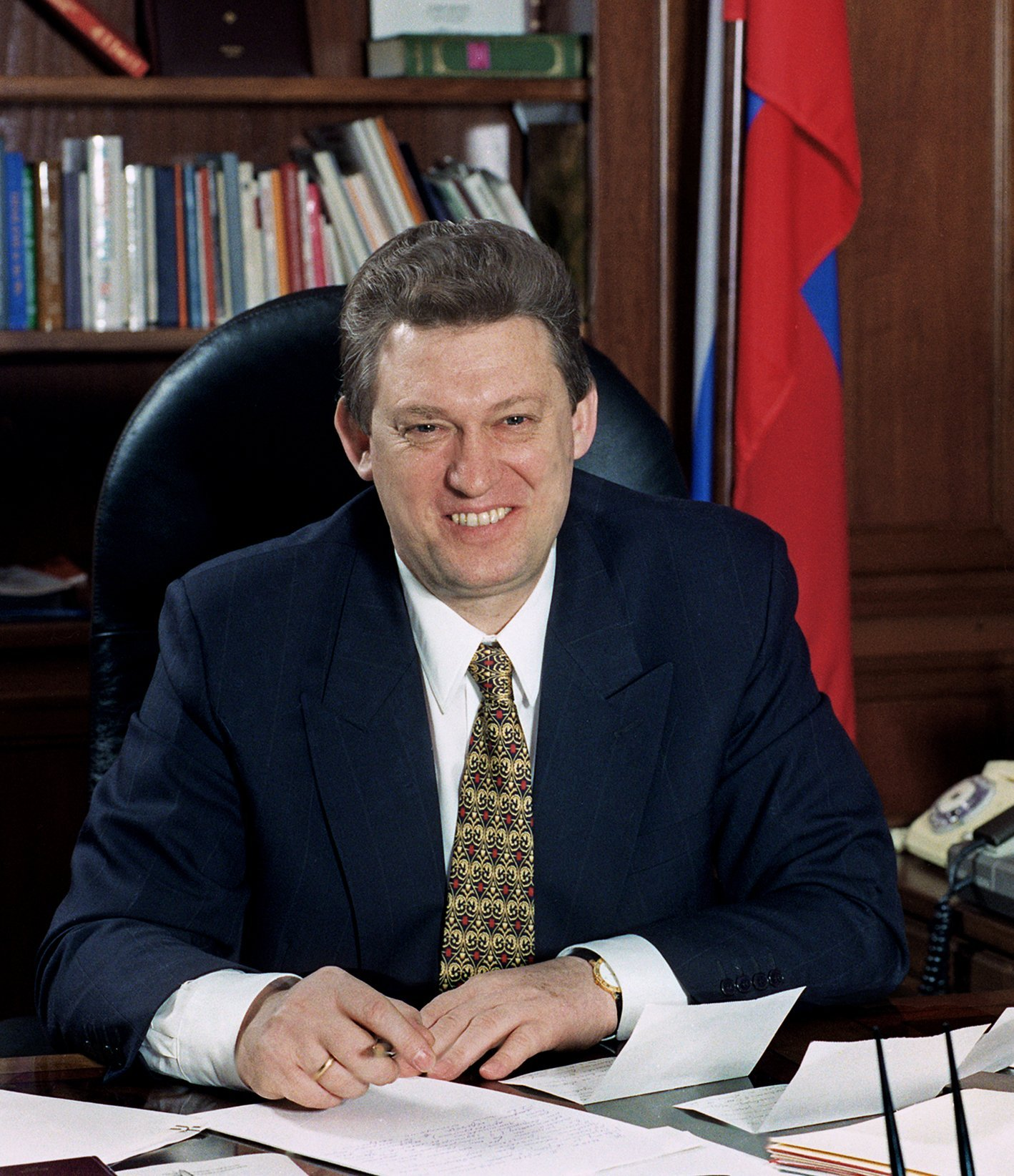
1995

Władimir Filippowicz Szumiejko (ros. Владимир Филиппович Шумейко, ur. 10 lutego 1945 w Rostowie nad Donem) – polityk rosyjski.
Absolwent Politechniki Rostowskiej. Od 1991 do 1992 wiceprzewodniczący Rady Najwyższej Federacji Rosyjskiej. Od 1992 do 1994 pierwszy wiceprezes Rady Ministrów. Od października do grudnia 1993 minister prasy i informacji Federacji Rosyjskiej. Deputowany do Rady Federacji Federacji Rosyjskiej (od 1994 jej przewodniczący). Od lutego 1994 przewodniczący Rady Zgromadzenia Międzyplanetarnego WNP.